# Rânceni
Rânceni – wieś w Rumunii, w okręgu Vaslui, w gminie Berezeni. W 2011 roku liczyła 573 mieszkańców.